# Halkomelem
Le halkomelem est une langue salish (branche salish de la côte) parlée par des peuples amérindiens originaires de la région du fleuve Fraser et du sud de l'Île de Vancouver en Colombie-Britannique, au Canada.
La langue halkomelem est très proche des langues squamish, sechelt et nooksack.
Selon Statistique Canada, en 2021, le halkomelem est la langue maternelle de 415 personnes au Canada.

## Dialectes
Il existe trois dialectes de halkomelem :
- le halq'eméylem, un dialecte parlé par les Stó:lō dans la partie amont de la vallée du Fraser, on transcrit généralement le nom de ce dialecte sous la forme ;
- le hən̓q̓əmin̓əm̓ ou hun’qumyi’num, un dialecte parlé dans la partie avale par :
  - les Katzie (q̓íc̓əy̓),
  - les Kwantlen (q̓ʷa:n̓ƛ̓ən̓),
  - les Kwikwetlem (kʷikʷəƛ̓əm)[2],
  - les Musqueam (xʷməθkʷəy̓əm),
  - les Qayqayt (qiqéyt),
  - les Tsleil-Waututh (səlilwətaɬ)[3],
  - les Tsawwassen (scew̓aθən)[4] ;
- le hul̓q̓umín̓um̓ ou hul’q’umi’num’, un dialecte parlé dans la région du détroit de Géorgie par : les Stz’uminus (Chemainus), Nanoose et Snuneymuxw (Nanaimo), les Cowichan, les Halalt, les Lyackson, les Malahat (en) et les Penelakut ; ainsi que les Lake Cowichan (en).

## Écriture
En 1997, la communauté hən̓q̓əmin̓əm̓ adopta officiellement l’alphabet phonétique américaniste comme alphabet. Cet alphabet n’utilise pas les lettres majuscules.
Un alphabet a été conçu par Tom Hukari pour les Cowichan.
Un autre alphabet été conçu par Donna Gerdts pour les Snuneymuxw.
| c  | c̓  | č | h  | k | kʷ | k̓ʷ | l  | l̓  | ƛ̓  | ɬ  | m   | m̓  | n  | n̓  | p  | p̓  | q  | q̓ | qʷ |
| q̓ʷ | s  | š | t  | t̓ | t̓ᶿ | θ  | w  | w̓  | x  | xʷ | χ   | χʷ | y  | y̓  | ʔ  | a  | a: | e | e: |
| i  | i: | u | u: | ə | ay | ey | ey̓ | əy | əy̓ | aw̓ | a:w̓ | ew | iw | iw̓ | əw | əw̓ |    |   |    |

### Comparaison
| API           | APA           | Island | Cowichan | Stó:lō (Upriver) |
| ------------- | ------------- | ------ | -------- | ---------------- |
| i             | i             | i      | i        | i                |
| e ~ ɛ ~ æ     | e ~ ɛ ~ æ     | e      | e        | a                |
| ə ~ ʌ ~ ɪ ~ ʊ | ə ~ ʌ ~ ɪ ~ ʊ | u      | u        | e                |
| u             | u             | oo     | ou       | u                |
| o             | o             | --     | o        | ō                |
| p             | p             | p      | p        | p                |
| tθ            | tᶿ            | tth    | --       | tth              |
| t             | t             | t      | t        | t                |
| ts            | c             | c      | ts       | ts               |
| tʃ            | č             | ch     | ch       | ch               |
| k             | k             | k      | k        | k                |
| kʷ            | kʷ            | kw     | kw       | kw               |
| q             | q             | q      | q        | q                |
| qʷ            | qʷ            | qw     | qw       | qw               |
| ʔ             | ʔ             | ʼ      | ʼ        | ʼ                |
| pʼ            | p̓             | p̓      | p̲        | p’               |
| tθʼ           | θʼ            | t̓h     | t︫t︭h︬      | th’              |
| tʼ            | t̓             | t̓      | ṯ        | t’               |
| tɬʼ           | ƛ̓             | t̓l     | tl       | tl’              |
| tsʼ           | c̓             | c̓      | t͟s       | ts’              |
| tʃʼ           | č̓             | č̓      | c͟h       | ch’              |
| kʼ            | k̓             | k̓      | k̲        | k’               |
| kʷʼ           | k̓ʷ            | k̓w     | k͟w       | kw’              |
| qʼ            | q̓             | q̓      | q̲        | q’               |
| qʷʼ           | q̓ʷ            | q̓w     | q͟w       | qw’              |
| θ             | θ             | th     | th       | th               |
| ɬ             | ł, ɬ          | lh     | l̈        | lh               |
| s             | s             | s      | s        | s                |
| ʃ             | š             | sh     | sh       | sh               |
| x             | --            | --     | --       | x                |
| xʷ            | xʷ            | xw     | hw       | xw               |
| χ             | x̌, x̣, χ       | x̌      | ḧ        | x̲                |
| χʷ            | x̌ʷ, x̣ʷ, χʷ    | x̌w     | ḧw       | x̲w               |
| h             | h             | h      | h        | h                |
| m             | m             | m      | m        | m                |
| n             | n             | n      | n        | n                |
| l             | l             | l      | l        | l                |
| y             | y             | y      | y        | y                |
| w             | w             | w      | w        | w                |
| mʔ ~ ʔm       | m̓             | m̓      | m’ ~ ’m  | --               |
| nʔ ~ ʔn       | n̓             | n̓      | n’ ~ ’n  | --               |
| lʔ ~ ʔl       | l̓             | l̓      | l’ ~ ’l  | --               |
| yʔ ~ ʔy       | y̓             | y̓      | y’ ~ ’y  | --               |
| wʔ ~ ʔw       | w̓             | w̓      | w’ ~ ’w  | --               |